# 38P/Stephan-Oterma
38P/Stephan-Oterma este o cometă periodică din sistemul solar cu o perioadă orbitală de aproximativ 37,7 ani. A fost descoperită de Jérôme Eugène Coggia pe 22 ianuarie 1867.